# Paul Fechter

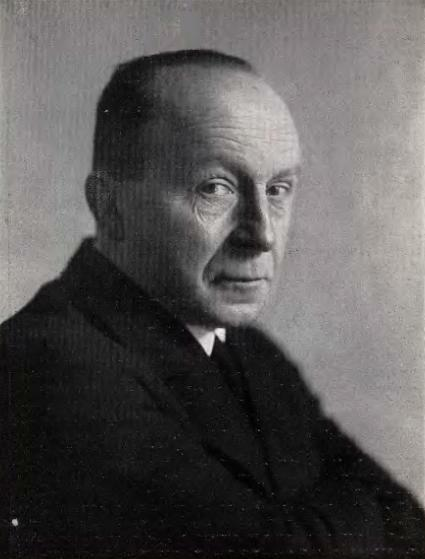
Paul Fechter 1933

Paul Fechter (* 14. September 1880 in Elbing; † 9. Januar 1958 in Berlin) war ein deutscher Theater- und Kunstkritiker, Redakteur und Schriftsteller.

## Leben

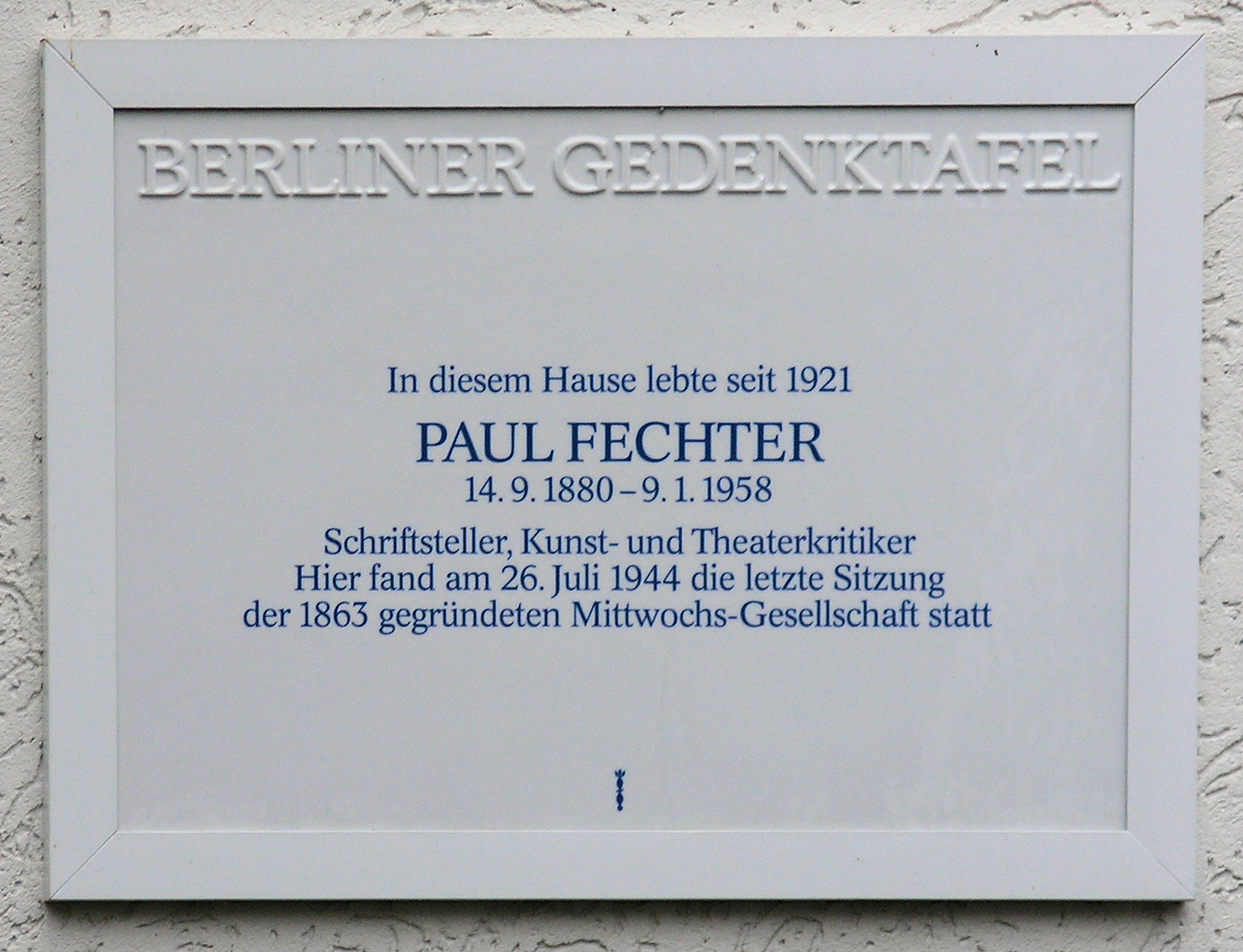
Berliner Gedenktafel am Haus Franziusweg 48, in Berlin-Lichtenrade

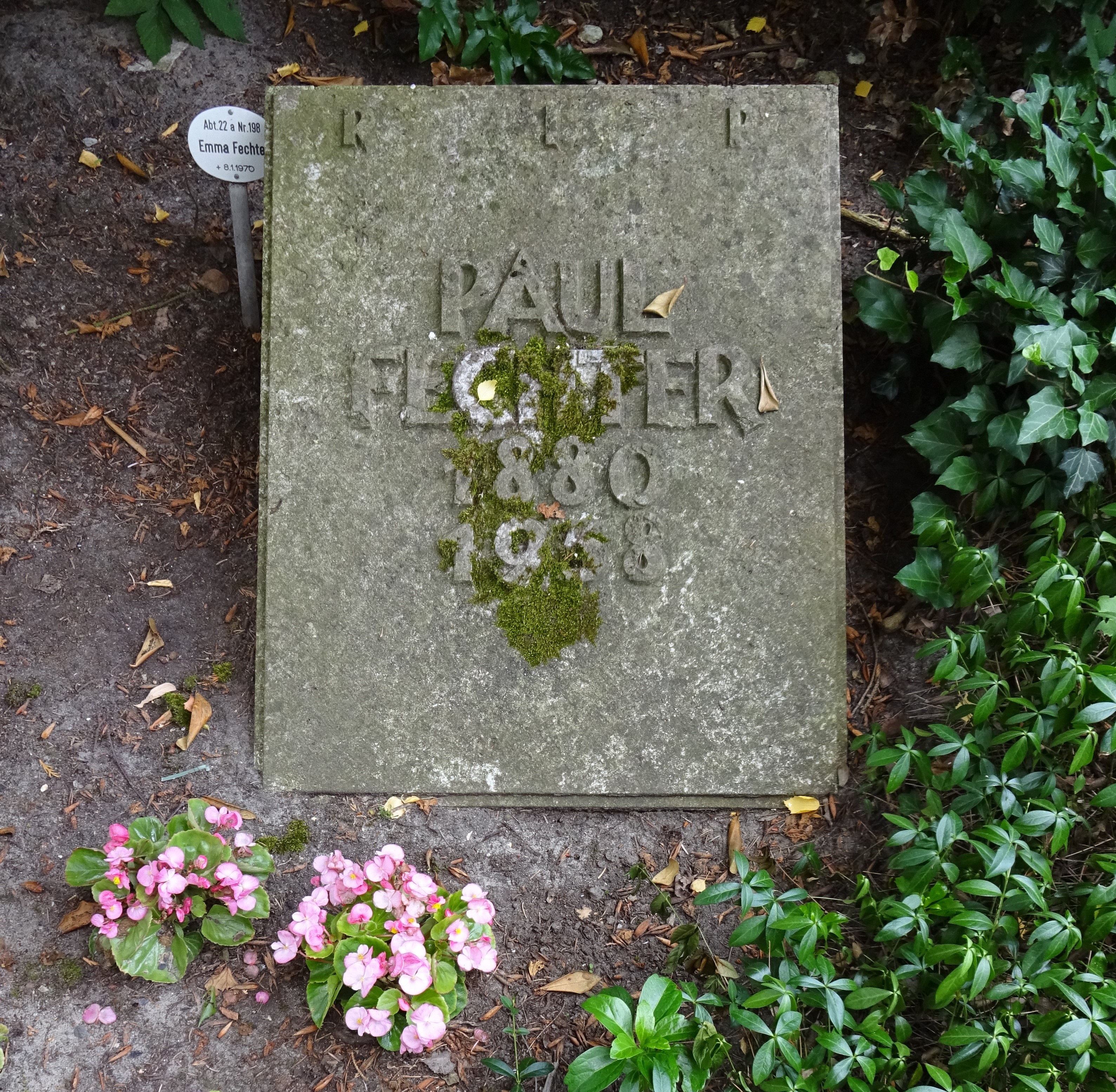
Paul Fechters Grabstein auf dem Friedhof Lichtenrade in Berlin-Lichtenrade

Paul Fechter war Sohn eines Zimmermeisters in einer alteingesessenen Bürger- und Handwerkerfamilie in Elbing/Westpreußen. Sein jüngerer Bruder war der Marineingenieur Admiral (Ing.) Hans Fechter.
Fechter machte 1899 sein Abitur. Anschließend folgte ein Studium der Architektur, Mathematik und Physik. 1905 promovierte er an der Friedrich-Alexander-Universität Erlangen-Nürnberg zum Dr. phil.
Fechter war ein Verwandter des „Generalanzeigerkönigs“ August Huck, der ihm beim Einstieg in den Journalismus half. Von 1906 bis 1910 war Fechter Feuilletonredakteur bei den zum Huck-Konzern gehörenden Dresdner Neuesten Nachrichten, von 1911 bis 1915 bei der Vossischen Zeitung, an deren Finanzkonsortium Huck beteiligt war. Einem größeren Publikum wurde er bekannt durch sein 1914 erschienenes Buch Der Expressionismus, einer Stilrichtung, für die er sich auch später weiter einsetzte.
Im Ersten Weltkrieg arbeitete er in der Presseabteilung Ober Ost in Wilna. Dort traf er u. a. auf Arnold Zweig, Herbert Eulenberg, Richard Dehmel, Hildebrand Gurlitt, Oskar Kühl, Karl Schmidt-Rottluff, Magnus Zeller, Hermann Struck. Hier begann auch die Beziehung zu Cornelia Gurlitt, der älteren Schwester von Hildebrand Gurlitt, die durch den Selbstmord von Cornelia Gurlitt im Mai 1919 ihr Ende fand.
Nach dem Ersten Weltkrieg war Fechter wieder Feuilletonredakteur bei der Deutschen Allgemeinen Zeitung (DAZ). In den 1920er Jahren arbeitete er zudem für den Hörfunk und lieferte Beiträge zu literarischen Themen für die Deutsche Welle (Sendereihen Literatur der Gegenwart, Autorenstunde und Bücherstunde), für die Funk-Stunde Berlin und für die Schlesische Funkstunde. Im April 1927 nahm er an einer Journalistenreise nach New York City auf der Jungfernfahrt des Dampfschiffs New York teil.
In der Weltbühne vom 14. Februar 1928 bezeichnete Carl von Ossietzky in der Glosse Ein kritischer Klopffechter Fechter wegen dessen Ablehnung von Ausstellungen französischer Gemälde in Berlin, darunter Werken von Édouard Manet, als „dümmste[n] […] Berliner Kritiker“. Ossietzky sah Fechters Ansichten dabei als politisch motiviert und revanchistisch an.
Im April 1933 veröffentlichte Fechter im Organ des Reichsverbands der deutschen Presse (RdP) zur Verbandsjahrestagung – neben prominenten NS-Propagandisten wie Otto Dietrich, Walther Funk und Wilhelm Weiß – den programmatischen Aufsatz Die neuen Aufgaben des Feuilletons. Er nahm darin explizit keinen nationalsozialistischen, sondern einen deutschnational-bürgerlichen Standpunkt ein. Er kritisierte scharf die gegenüber der Linken passive Haltung des Bürgertums und die Leistungsschwäche rechts stehender Zeitungen, sprach sich für eine totale Politisierung des Kulturteils der bürgerlichen Zeitung nach dem Vorbild der NS-Presse aus, erklärte die alten Formen der Literatur-, Kunst- und Theaterkritik für bedeutungslos und wies dem Feuilleton die Aufgabe zu, dem Ausland den „gesteigerten deutschen Kulturwillen“ zu zeigen.
Die DAZ verließ er im Herbst 1933, um mit Fritz Klein die Wochenzeitung Deutsche Zukunft zu gründen, deren Mitherausgeber er bis 1940 blieb. Von 1933 bis 1942 gab Fechter zusammen mit Rudolf Pechel auch die Deutsche Rundschau heraus. Von 1937 bis 1939 war er Redakteur des Berliner Tageblatts. 1939 kehrte er ins Feuilleton der DAZ zurück. Zwischen 1937 und 1941 schrieb er für die Monatsschrift Weiße Blätter von Karl Ludwig Freiherr von und zu Guttenberg. Von 1938 an war Fechter Mitglied der Mittwochsgesellschaft, eines „gelehrten und geselligen Kreises für wissenschaftliche Unterhaltung“, in dem sich seit 1939 auch maßgebliche Protagonisten des Hitler-Attentats vom 20. Juli 1944 zusammenfanden, namentlich Ludwig Beck, Johannes Popitz und Jens Peter Jessen, wobei sich die Mittwochsgesellschaft als Ganzes nicht mit der Gruppe der Verschwörer deckte. Fechter beschreibt die Mittwochsgesellschaft in seinem 1948 erschienenen Buch Menschen und Zeiten. Begegnungen aus fünf Jahrzehnten.
Bekannt sind vor allem Fechters drei Literaturgeschichten aus den Jahren 1932, 1941 und 1952. In seiner Literaturgeschichte von 1941 äußerte er sich systemkonform nationalsozialistisch und stilisierte Hitlers Mein Kampf zu einem literarischen Kunstwerk: „Das Buch, das alle die verschiedenartigen Strebungen und Tendenzen der großen nationalsozialistischen Bewegungen in sich zusammenfaßt, das den Übergang zu der neuen Form des Sprechens zum Leser am schärfsten vollzieht und damit die Grundlagen der Literatur schafft, […] ist Adolf Hitlers Bekenntnisbuch ‚Mein Kampf‘.“
Seine Komödie Der Zauberer Gottes sollte am 2. November 1941 in Königsberg uraufgeführt werden, die Premiere wurde auf den 11. Januar 1942 verschoben und nach der Generalprobe verboten. Dies geschah, nach Fechters eigenen Angaben, auf Anweisung des Reichspropagandaministeriums und auf Drängen von SS und SD. Die Uraufführung fand dann erst am 23. Oktober 1948 im Deutschen Schauspielhaus Hamburg statt.
Im September 1943 wurde Fechter, so beschreibt er es in seinem Buch, vom Reichsverband der Deutschen Presse vor das Bezirksgericht Berlin geladen, unter der Anklage, „ein Feind der nationalsozialistischen Weltanschauung zu sein“. Ursache waren nach Fechters Einschätzung seine Arbeit an einem Buch über Barlach 1935, die Komödie Der Zauberer Gottes, sowie der Gesamteindruck, der dazu geführt hatte, dass er auf die „schwarze Liste der Partei“ gekommen war. Fechter konnte dem Prozess jedoch mit Hilfe von Minister Johannes Popitz und Rechtsanwalt Carl Langbehn aufgrund von deren Beziehungen zu SS-Obergruppenführer Müller entgehen.
Nach dem Zweiten Weltkrieg schrieb Fechter unter anderem für das Feuilleton der Wochenzeitung Die Zeit. In der Deutschen Demokratischen Republik wurde Fechters Geschichte der deutschen Literatur (Knaur, Berlin 1941) auf die Liste der auszusondernden Literatur gesetzt. In den letzten Jahren arbeitete er an einer Biographie der befreundeten westpreußischen Schwestern Siewert, der Schriftstellerin Elisabeth Siewert und der Malerin Clara Siewert, deren Fertigstellung er aber zugunsten einer Neubearbeitung seines Manuskripts zum „Europäischen Drama“ zurückstellte. Sein unvollendetes Fragment der Siewert-Biographie wurde nach seinem Tod von Carl Lange im Westpreußen-Jahrbuch 1964 veröffentlicht.
Fechters Nachlass befindet sich im Deutschen Literaturarchiv Marbach am Neckar.

## Schriften
- Der Expressionismus. Reinhard Piper, München 1914.
- Wanderstunden in Wilna. o.O, 1915 unter dem Pseudonym Paul Monty[14]
- Die Tragödie der Architektur. Lichtenstein, Weimar 1922 (2. Auflage).
- Gerhart Hauptmann (1922)
- Die Kletterstange (1925)
- Der Ruck im Fahrstuhl (1927)
- Das wartende Land (1931)
- Agnes Miegel (1933)
- Moeller van den Bruck (1934)
- Die Fahrt nach der Ahnfrau (1935)
- Sechs Wochen Deutschland. Bibliographisches Institut AG, Leipzig 1936
- Der Herr Ober. Deutsche Verlags-Anstalt, Stuttgart, Berlin 1940.
- Der Zauberer Gottes. Eine Komödie, Deutsche Verlags-Anstalt, Stuttgart 1940.
- Geschichte der deutschen Literatur. Knaur, Berlin 1941.
  - überarbeitete Neuausgabe: Bertelsmann, Gütersloh 1954.
- Die Berlinerin. Franckh’sche Verlagshandlung, Stuttgart 1943
- Menschen und Zeiten. Begegnungen aus fünf Jahrzehnten. Bertelsmann, Gütersloh 1948.
- An der Wende der Zeit. Menschen und Begegnungen. Bertelsmann, Gütersloh 1949.
- Kleines Wörterbuch für literarische Gespräche. Bertelsmann, Gütersloh 1950.
- Alle Macht den Frauen. Bertelsmann, Gütersloh 1950.
- Zwischen Haff und Weichsel. Jahre der Jugend. Bertelsmann, Gütersloh 1954
- Deutscher Osten. Bilder aus West- und Ostpreußen. Bertelsmann, Gütersloh 1955. (Das kleine Buch; 76)
- Menschen auf meinen Wegen. Begegnungen gestern und heute. Bertelsmann, Gütersloh 1955.
- West- und Ostpreußen. Bilder aus dem deutschen Osten. Mohn, Gütersloh 1962. (Das kleine Buch; 76; 1. Auflage unter dem Titel Deutscher Osten.)